# Linde landskommun
Linde landskommun var en tidigare kommun i Örebro län i Västmanland. 

## Administrativ historik
Kommunen inrättades i Lindesbergs socken som Lindesbergs landskommun i Lindes och Ramsbergs bergslag när 1862 års kommunalförordningar trädde i kraft den 1 januari 1863. 
1927 namnändrades landskommunen från Lindesberg till Linde.
Vid kommunreformen 1952 lämnades landskommunen oförändrad. 
Landskommunen inkorporerades 1969 i Lindesbergs stad och upplöstes då. Området är sedan 1971 en del i Lindesbergs kommun.
Kommunkoden 1952-1968 var 1818.

### Kyrklig tillhörighet
I kyrkligt hänseende tillhörde kommunen Linde församling som uppgick i Lindesbergs församling 1967, och sedan 1896 också Guldsmedshyttans församling.

## Geografi
Linde landskommun omfattade den 1 januari 1952 en areal av 504,19 km², varav 459,09 km² land. Efter nymätningar och arealberäkningar färdiga den 1 januari 1960 omfattade landskommunen den 1 november 1960 en areal av 502,55 km², varav 463,74 km² land.

### Tätorter i kommunen 1960
| Tätort              | Folkmängd |
| ------------------- | --------- |
| Storå               | 2 783     |
| Vedevåg             | 872       |
| Gusselby            | 314a      |
| Lindesberg, del avb | 308c      |

Tätortsgraden i kommunen var den 1 november 1960 50,0 procent.

## Politik

### Mandatfördelning i valen 1938-1966
| 16 | 2 | 12 |

| 30 |

| 18 | 12 |

| 29 |

| 2 | 16 | 12 |

| 27 |

| 17 | 8 | 4 |  |

| 27 |

| 18 | 6 | 4 | 2 |

| 26 |

| 15 | 9 | 3 | 3 |

| 26 |

| 17 | 8 | 3 | 2 |

| 26 |

| 15 | 9 | 4 | 2 |

| 25 | 5 |